# Maria Stenzel
Maria Stenzel, född 25 november 1998 i Kościan, är en polsk volleybollspelare (libero) som spelar för Radomka SA.
Stenzel var en del av Polens landslag vid EM 2019, EM 2021, VM 2022 och EM 2023.

## Karriär
Stenzel började spela volleyboll i UKS ZSMS Poznań och gick sedan till SMS PZPS Szczyrk. I mars 2017 värvades hon till Impel Wrocław som ersättare till skadade Agata Sawicka. Inför säsongen 2018/2019 flyttade Stenzel till Grot Budowlani Łódź. Under sin tid i klubben tog hon silver i polska mästerskapet samt vann polska supercupen två gånger.
Inför säsongen 2021/2022 gick Stenzel till Grupa Azoty Chemik Police. Inför säsongen 2023/2024 gick hon till Radomka SA.

## Klubbar
- UKS ZSMS Poznań
- SMS PZPS Szczyrk (2014–2017)
- Impel Wrocław (2017–2018)
- Grot Budowlani Łódź (2018–2021)
- Grupa Azoty Chemik Police (2021–2023)
- Radomka SA (2023–)

## Meriter

### Klubblag
Grot Budowlani Łódź
- Polska mästerskapet
  -  Silver 2019
- Polska supercupen
  -  Guld 2018, 2020

Grupa Azoty Chemik Police
- Polska mästerskapet
  -  Guld 2022

- Polska cupen
  -  Guld 2023

### Landslag
- Montreux Volley Masters
  -  Guld 2019

- Volleyball Nations League
  -  Brons 2023